# إبراهيم بن ميمون الصائغ
إبراهيم بن ميمون الصائغ،أبو إسحاق المروزي، مولى النبي ﷺ، أحد الرواة وهو صدوق حسن الحديث، أصبهاني انتقل إِلَى خراسان، وكان إبراهيم فَقِيها فَاضلا من الأمارين بالمعروف والمواظبين على الورع الموصوف مع الفقه في الدين والعبادة الدائمة، قتله أبو مسلم مظلوما شهيداً، سنة إحدى وثلاثين ومائة.

## روايته للحديث النبوي
- رَوَى عَن: حماد بْن أَبي سُلَيْمان وعبد الله بْن عُبَيد بْن عُمَير وعطاء بْن أَبي رباح وأبي إسحاق عَمْرو بْن عَبد الله السبيعي وأبي الزبير مُحَمَّد بْن مسلم المكي ونافع مولى ابْن عُمَر.
- رَوَى عَنه: إِبْرَاهِيم بْن أدهم وأيوب بْن إِبْرَاهِيم الثقفي وحسان بْن إِبْرَاهِيم الكرماني وداود بْن عَبْد الرحمن العطار، وداود بْن أَبي الفرات وسلام الطويل وعبد الله بْن سعد الدشتكي وعبس بْن عقار المروزي وعثمان بْن عَمْرو بْن ساج وعون بْن معمر وعيسى بْن عُبَيد الكندي وأبو حمزة مُحَمَّد بْن ميمون السكري.[4]

## أقوال العلماء فيه
الجرح والتعديل
- قال أبو حاتم الرازي: يكتب حديثه ولا يحتج به.
- قال أبو حاتم بن حبان البستي: كان فقيها فاضلا من الأمارين بالمعروف.
- قال أبو زرعة الرازي: لا بأس به.
- قال أبو عبد الله الحاكم النيسابوري: زاهد عالم أدرك الشهادة.
- قال أحمد بن حنبل: ما أقرب حديثه.
- قال أحمد بن شعيب النسائي: ليس به بأس، ومرة: ثقة.
- قال ابن حجر العسقلاني: صدوق، مرة: ثقة.
- قال يحيى بن معين: ثقة.

## وفاته
كان إبراهيم بن ميمون الصائغ هو ومحمد بن ثابت العبدي صديقين لأبي مسلم الداعية بخراسان يجلسان إليه ويسمعان كلامه فلما أظهر الدعوة بخراسان وقام بهذا الامر دس إليهما من يسألهما عن نفسه وعن الفتك به فقال محمد بن ثابت لا أرى أن يفتك به لان الايمان قيد الفتك وقال إبراهيم الصائغ أرى أن يفتك به ويقتل فولى أبو مسلم محمد بن ثابت العبدي قضاء مرو وبعث إلى إبراهيم الصائغ فقتل وقد روي أن إبراهيم الصائغ كان أتى أبا مسلم فوعظه فقال له أنصرف إلى منزلك فقد عرفنا رأيك فرجع ثم تحنط بعد ذلك وتكفن وأتاه وهو في مجمع من الناس فوعظه وكلمه بكلام شديد فأمر به فقتل وطرح في بئر محمد بن ثابت العبدي.